# Aberdare Range
Die Aberdare Range ist eine Bergkette in Kenia. Sie liegt nördlich von Nairobi, etwa 60 Kilometer südwestlich vom Mount-Kenya-Massiv. Sie bildet einen Teil vom östlichen Rand des Ostafrikanischen Grabens. Die höchste Erhebung ist der Ol Donyo Lesatima im Norden, 3995 Meter hoch (oder 4001 m, je nach Quelle). Der Kinangop im Süden ist 3906 Meter hoch.
Das Gebiet des Gebirges liegt im Aberdare-Nationalpark.